# کوندا (ویتیم)
کوندا (انگلیسی: Konda) یک رودخانه در استان بوریاتیای کشور روسیه است.